# Isotrilophus erraticus
Isotrilophus erraticus är en skalbaggsart som först beskrevs av Smith 1883.  Isotrilophus erraticus ingår i släktet Isotrilophus och familjen tornbaggar. Inga underarter finns listade i Catalogue of Life.